# Freya (Vorname)
Freya (en: [ˈfɹeɪ.ə], de: [ˈfʁeɪ̯.a]) ist ein weiblicher Vorname.

## Herkunft und Bedeutung
Beim Namen Freya handelt es sich um eine englische und deutsche Variante des altnordischen Namens Freyja, der auf die gleichnamige Göttin zurückzuführen ist.
Die genaue Bedeutung ist umstritten. Vermutlich leitet er sich über die männliche Variante Freyr vom altnordischen *frauja „Herr“, „Meister“ ab und bedeutet in seiner weiblichen Form „Herrin“. Eine andere Theorie ist die Ableitung vom altnordischen *freyr, was sich aufs protonordische *fraiwia „fruchtbar“ zurückführen lässt.

## Verbreitung
Lange Zeit war der Name Freya [ˈfɹeɪ.ə] nur auf den Shetlandinseln geläufig. Seit den 1990er Jahren verbreitete er sich auch über die Inselgruppe hinaus. Im Jahr 2001 stieg er in Schottland in die Top-100 der Vornamenscharts auf und gewann seitdem weiter an Popularität. Bereits fünf Jahre später erreichte er die Top-50 der Hitliste. Seit 2019 zählt er zu den zehn meistgewählten Mädchennamen des Landteils. Im Jahr 2023 stand er zum zweiten Mal in Folge auf Rang 3 der Hitliste. In England und Wales stieg Freya bereits im Jahr 1998 in die Top-100 auf, vier Jahre später erreichte er mit Rang 49 die Top-50, zu der er seitdem zählt. Im Jahr 2022 stand Freyja auf Rang 7 der Hitliste. Mit Rang 70 erreichte Freya in Nordirland im Jahr 2009 die Hitliste der 100 beliebtesten Mädchennamen. Im Jahr 2023 erreichte er mit Rang 10 zum dritten Mal eine Platzierung in der Top-10 der Vornamenscharts.
In Irland erreichte Freya erstmals 2007 die Top-100, verließ diese Hitliste jedoch im darauffolgenden Jahr wieder. Seit 2009 hat er sich unter den 100 beliebtesten Mädchennamen etabliert. Bereits seit 2012 findet er sich in der Top-50, erreichte jedoch lediglich in den Jahren 2022 und 2023 die Hitliste der 20 beliebtesten Mädchennamen.
Der Name Freya erreichte in Australien im Jahr 2016 die Top-100 der Vornamenscharts. Im Jahr 2023 stand er auf Rang 38 der Hitliste. In Neuseeland stieg er bereits 2014 in die Top-100 auf und erreichte vier Jahre später die Hitliste der 50 beliebtesten Mädchennamen. Im Jahr 2023 belegte Freya in den Vornamenscharts Rang 30.
Freya gewann in den USA in den 2010er Jahren rasch an Popularität. Zählte er im Jahr 2012 noch nicht zu den 1000 meistgewählten Mädchennamen, fand er sich nur sieben Jahre später in der Top-200 der Vornamenscharts. Im Jahr 2023 belegte Freya Rang 136 der Hitliste, womit er erstmals seit Aufstieg in die Top-1000 an Popularität verlor.
In Deutschland gewinnt der Name Freya an Popularität. Zwischen 2010 und 2023 wurde er ungefähr 5300 Mal als erster Vorname vergeben. Auf der geschlechterübergreifenden Hitliste der beliebtesten Vornamen erreichte er als höchste Platzierung im Jahr 2023 Rang 197. Da er in der nach Geschlechtern getrennten Statistik mit den anders ausgesprochenen Varianten Freyja und Freja zusammengefasst wird, lässt sich die exakte Platzierung unter den beliebtesten Mädchennamen nicht genau ermitteln. 
Obwohl es sich nicht um eine ursprüngliche skandinavische Namensform handelt, ist Freya mittlerweile auch in Dänemark und Schweden geläufig.

## Varianten

### Weibliche Varianten
- Dänisch: Freja, Fraja, Fraya, Freia
- Färöisch: Froya
- Isländisch: Freyja [ˈfreiːja]
- Norwegisch: Frøya  [ˈfɾœʏː.ɑ], Freia
  - Diminutiv: Frøy
- Schwedisch: Freja, Freia, Fröa, Fröja

### Männliche Varianten
- Dänisch: Frej, Frei, Frey
- Finnisch: Frey
- Isländisch: Freyr [freiːr]
- Norwegisch: Frei, Frøy
- Schwedisch: Frej, Frei, Freij, Frey
  - Altschwedisch: Frö, Frø

## Namensträgerinnen
- Freya Allan (* 2001), britische Schauspielerin
- Freya Anderson (* 2001), britische Schwimmerin
- Freya Arde (* 1988), deutsche Filmkomponistin
- Freya Aswynn (* 1949), niederländische Autorin und Musikerin
- Freya Christie (* 1997), britische Tennisspielerin
- Freya Colbert (* 2004), britische Schwimmerin
- Freya Davies (* 1995), englische Cricketspielerin
- Freya Eisner (1923–2005), deutsche Historikerin und Publizistin
- Freya Hattenberger (* 1978), deutsche Foto- und Video-Künstlerin
- Freya Hoffmeister (* 1964), deutsche Geschäftsfrau und Kanusportlerin
- Freya Jaffke (1937–2021), deutsche Waldorfkindergärtnerin und Sachbuchautorin
- Freya Kemp (* 2005), englische Cricketspielerin
- Freya Klier (* 1950), deutsche Autorin und Regisseurin, DDR-Bürgerrechtlerin
- Freya-Maria Klinger (* 1984), deutsche Politikerin (Die Linke), MdL
- Freya von Korff (* 1986), deutsche Schriftstellerin
- Freya Kreutzkam (* 1989), deutsche Film- und Theaterschauspielerin
- Freya Mavor (* 1993), britische Schauspielerin und Model
- Freya Miles (* 1986), deutsche Autorin
- Freya von Moltke (1911–2010), deutsche Juristin, Witwe des Widerstandskämpfers Helmuth James Graf von Moltke
- Freya Monje Sturmfels (1896–1981), deutsche Theaterschauspielerin und Vortragskünstlerin
- Freya Murray (* 1983), britische Langstreckenläuferin
- Freya Parks (* 1999), britische Schauspielerin
- Freya Pausewang (1932–2020), deutsche Autorin und Sozialpädagogin
- Freya Ridings (* 1994), britische Singer-Songwriterin
- Freya Madeline Stark (1893–1993), britische Orient- und Forschungsreisende, Reiseschriftstellerin
- Freya Stephan-Kühn (1943–2001), deutsche Pädagogin und Autorin
- Freya Stewart (* 1964), deutsche Dramaturgin und Drehbuchautorin
- Freya Trampert (* 1968), deutsche Schauspielerin und Synchronsprecherin
- Freya Van den Bossche (* 1975), belgische Politikerin
- Freya Wippich (* 1952), österreichische Sängerin und Musicaldarstellerin